# BloodRayne: The Third Reich
BloodRayne : The Third Reich (no Brasil, Bloodrayne 3: O Terceiro Reich) é um filme de terror, ação e aventura direct-to-DVD de 2011 escrito por Michael Nachoff e dirigido por Uwe Boll; é ambientado em 1943 na Europa durante a Segunda Guerra Mundial e estrelado por Natassia Malthe como dhamphir Rayne e Michael Paré como o oficial nazista vampiro Ekart Brand.  É o terceiro filme da série BloodRayne e uma sequência de BloodRayne e BloodRayne 2: Deliverance, também dirigido por Boll.

## Elenco
- Natassia Malthe como Rayne
- Michael Paré como Ekart Brand
- Brendan Fletcher como Nathaniel
- Clint Howard como Doctor Mangler
- Willam Belli como Vasyl Tishenko
- Natalia Guslistaya como Sniper Natalia
- Annett Culp como  Magda Marković
- Steffen Mennekes como Lt. Kaspar Jaeger
- Arved Birnbaum como Diretor
- Safiya Kaygin como Svetlana Koerk
- Nik Goldman como Bartender
- Vjekoslav Katusin como soldado alemão
- Goran Manić como Boris
- Fabrice Colson como Partisan
- Petar Benčić como motorista
- Boris Bakal como Adolf Hitler

## Críticas
Como as duas primeiras partes, o filme recebeu críticas negativas. O site francês Sifi-universe deu-lhe uma classificação de 20/100 afirmando que "é um pouco melhor do que o primeiro, se levarmos em conta a diferença dos recursos comprometidos (...) Uwe Böll é um diretor execrável e ainda nos oferece um filme de ação sem ritmo, cheio de inconsistências e lacunas devido principalmente a uma atitude de eu não me importo vergonhosa".